# Зелёное (Харьковская область)
Зелёное (укр. Зелене) — село в Веселовском сельском совете Харьковского района Харьковской области Украины.
Код КОАТУУ — 6325180502. Население по переписи 2001 года составляет 73 (31/42 м/ж) человека.

## Географическое положение
Село Зелёное находится на берегу реки Муром на границе с Россией, выше по течению на расстоянии менее 1 км расположено село Середа (Белгородская область), ниже по течению на расстоянии менее 1 км расположено село Нескучное. С северной стороны к селу примыкает большой садовый массив.

## История
- В 1870-х годах на военно-топографических картах Шуберта хуторов Зелёного и Козлова нет;[3] имеется только близрасположенный и ныне не существующий хутор Сурядный, располагавшийся на правом берегу реки Муром.[4]
- На картах до 1919 года включительно отсутствуют упоминания о селе Зелёное. На карте Харьковского округа 1927 года есть упоминание о жителе с фамилией «Зелёный» в приблизительном месторасположении села на сегодняшний день. Можно сделать вывод, что дата основания села (либо же поселения на данной территории) с названием Зеленое — 1920-е годы.[5]
- В 1937 году, перед ВОВ, в селе Козлов, располагавшемся на правом (северном) берегу реки Муром, были 40 дворов.[1]
- В 1937 году на хуторе Зелёный, располагавшемся на левом (южном) берегу реки Муром, были 17 дворов.[2]
- Во время Великой Отечественной войны на территории села велись кровопролитные бои. Силами 81-й гвардейской стрелковой дивизии под командованием Морозова И. К. 9 августа 1943 года село Зеленое окончательно освобождёно от немцев.

После пятидневных боев южнее Белгорода наши гвардейцы преследовали врага. Гитлеровские войска отступали на Харьков, и украинская земля горела под ногами фашистских бандитов. Выслушав мой доклад о переходе к обороне 282-й дивизии немцев у населенных пунктов Зеленое и Нескучное, командарм приказал 9 августа с рассветом, после артиллерийской подготовки и удара авиации, атаковать противника, прорвать его оборону и наступать на Харьков.
И вот артиллеристы 173-го гвардейского полка гвардии майора Поляковского, 97-го полка «катюш» гвардии полковника Чумака при свете луны вышли на огневые позиции.
Тишину ночи разорвал грохот артиллерийской подготовки. Позиции немцев штурмовала и авиация. Потом все затихло. Пехотинцы кричали танкистам:
— Давай, давай, братцы! За вашими коробочками веселее наступать!
Ждали сигнала атаки — залпа «катюш». И вот с шипением полетели через наши головы термитные мины, оставляя за собою длинные огненные хвосты. И сразу же взревели танковые моторы, раздалось русское суворовское «ура!» гвардейской пехоты. Вперед, в атаку!
Оборона 282-й пехотной дивизии немцев была прорвана. В упорных боях наша 81-я гвардейская дивизия разгромила фашистов и к исходу дня 9 августа овладела населенными пунктами Зеленое, Нескучное и северной окраиной Веселого. — "У стен города." И. К. Морозов, гвардии генерал-майор, командир 81-й гвардейской стрелковой дивизии
- После ВОВ хутора Зелёный и Козлов были объединены в село Зелёное.